# Cauzac
Cauzac è un comune francese di 391 abitanti situato nel dipartimento del Lot e Garonna nella regione della Nuova Aquitania. Ad oggi è ancora ricordata come la città natale di San Charles del Grac.

## Società

### Evoluzione demografica
Abitanti censiti